# Adam Georgiev
Adam Georgiev (* 4. července 1980, Praha) je český básník a prozaik, autor širokého žánrového a stylového rozpětí. Je známý především jako autor homosexuálních próz, v roce 2010 byl v pořadu Q v České televizi označen za nejprodávanějšího gay autora v České republice.

## Tvorba
Svůj styl, vždy oscilující na pomezí poezie a prózy, předznamenal Georgiev již svým prvním uměleckým textem napsaným v sedmnácti letech, poémou I Ježíš Kristus byl sebevrah (in: Deník sestry Lídy Baarové, 1998), o němž prezidentka Akademie literatury české Eva Kantůrková napsala, že je „intuitivním výkonem velkého talentu“. V provázání s divadlem pokračoval i následující knihou básnických interpretací hereckých rolí Potlesk pro Dagmar Havlovou – Veškrnovou (1998), o níž Radovan Lukavský napsal, že „je v ní něco, co mu vzdáleně připomíná ducha Franceska Petrarcy a jeho zpěvů Lauře“.
Za knihu Básník Trýzeň Kat (2007), sbírku veršů z let 1997 – 2007, získal dvě nominace na Knihu roku 2007 v odborné anketě Lidových novin, a to od Evy Kantůrkové („Zaujala mě vzdorovitost textů zpěčující se obecně oblíbené a ne pouze literární atmosféře spokojené usmolenosti.“) a držitele European Book Prize Mariusze Szczygiela („Metafyzika a duchovnost, jež jsem po smrti Ladislava Klímy nečekal.“). Literární kritik týdeníku Obrys-Kmen, který vychází jak příloha komunistických Haló novin, Alexej Mikulášek o knize napsal, že „patří k tomu nejlepšímu, co dal uplynulý rok české literatuře“ (Obrys-Kmen, 2008).
Jako prozaik se etabloval třemi knihami známými jako „homosexuální trilogie“: Planeta samých chlapců (2008), Bulvár slunce (2009) a Zabij mě, Eliso (2009). Vyznačují se originálním literárním rukopisem a také homosexuální otevřeností, nebývalou nejen v českém literárním kontextu. Trilogie má umělecky vzestupnou tendenci („První má vady debutu, druhá je dílem zralého autora a třetí je dílem autora, který již nic nemá zapotřebí.“, Gazeta Wyborcza, 2010). Jakub Vaníček v Literárních novinách (40/2008) o Planetě samých chlapců napsal: "Komu nevadí sprostota, ten se rychle ponoří do proudu Georgievova vyprávění. (...) Je to totiž velký příběh z dnešních dob. (...) Není žádným začátečníkem, dokáže svůj text podat působivou formou. Ten, kdo věří na realismus, by si dokonce mohl pochvalovat precizní čistotu žánru nebo šíři jazyka." Vaníček také ve své recenzi vystihnul trauma gay společnosti zakódované v Georgievově textu: "O lásce se toho u Georgieva namluví víc než dost, jí se homosexuálům nedostává, ona chybí, ona je vytlačena sexualitou." Také proto je Planeta samých chlapců v rámci gay komunity považována za kultovní.
První díl trilogie doprovází předmluva Evy Kantůrkové („Je to svět v české literatuře nový, ale patrně nepřenesený, nepřevzatý, autentický. Nevadí mu různost zemí, měst ani jazyků a národností, je všude a vždy týž: uzavřeným světem mladých mužů se vztyčenými penisy, hledajícími škvíru, kde se ukojit.“) a také její osobní dopis autorovi namísto doslovu. Tato česká spisovatelka se v trilogii postupně také stává Georgievovou literární hrdinkou, nazvanou Slavná spisovatelka, někdy též označovanou jako literární máma. V Bulváru slunce je také zveřejněna jejich patrně autentická korespondence. V roce 2008 pozvala Kantůrková Georgieva do pořadu České televize Čtenářský deník, aby s ní rozmlouval o její knize Pán věže. Georgieva podporoval také Vladimír Justl, který mu v osobním dopise napsal (uvedeno na obálce knihy Básník Trýzeň Kat): "Rád jsem si přečetl Vaše verše, našel jsem v nich mnohé, které mne oslovily." V Bulváru slunce Georgiev popisuje, jak ho Justl pozval na návštěvu do svého bytu, a kapitolu zakončuje máchovským zvoláním "Vladimíre!", které umožňuje spolu s dalšími detaily rozpoznat, o koho se jedná.
V roce 2010 vydalo Planetu samých chlapců polské vydavatelství Krytyka Polityczna (s blurbem Mariusze Szczygiela: „Nejlepší literární reportáž, jakou jsem v Čechách četl.“) a kniha zde zaznamenala úspěch u literární kritiky („Během čtení máte pocit, že se setkáváte s dávkou zatraceně dobré prózy nesoucí univerzální odkaz. Díky své mnohorozměrnosti získává na hodnotě. Není to totiž jen výborná próza, ale dokonalý, do myšlení se vrývající popis jisté části současné reality.“, g-punkt.pl, 2010). Szczygiel v deníku Gazeta Wyborcza přivítal polské vydání knihy slovy: „Konečně k nám z Čech přišlo něco, na co jsme vždy čekali. Žádná odpočinková kniha Michala Viewegha nebo Haliny Pawlovské (...) jeho knihy jsou příběhy o zápasu Boha a Ďábla v člověku, což je v české literatuře zřejmě výjimkou od časů Ladislava Klímy."  Kniha se v Polsku zařadila mezi gay bestsellery roku 2010  a Szczygiel ve své druhé "české" knize Udělej si ráj (česky 2011) napsal, že "Georgievovy knihy jsou knihami o hodnotách." Planeta samých chlapců je heslem na polské Homopedii. V roce 2010 vznikla na Jagellonské univerzitě v Krakově o Georgievově tvorbě bakalářská práce Tvorba Adama Georgieva. Homosexualita v textu: poetika a identita Grzegorze Korzeniowskiho.
V roce 2011 vyšla Planeta samých chlapců také v Bulharsku pod názvem Homogolgota. Recenzentka knižního serveru helikon.bg Elena Boitshinova o knize napsala: "Smutná kniha! S naturalismem Pedra Juana Gutiérreze, s fragmentárností pozdního Frédérica Beigbedera, s citlivostí ztraceného mládí, s romantismem nenaplněné lásky… Adam Georgiev proniká, opouští vkus, vede k zamyšlení, odpuzuje a přitahuje… Zabrzdil život, ale bez brzd… Chvějící se realita, kterou jsou schopni zachytit jen ti nejcitlivější z nás. Pohled jiný, ale zároveň skutečnější… Není mnoho lidí, kteří by vydrželi takový život…i kdyby jen v knize!" A její kolega Dimo Georgiev tamtéž: "Pokud v literatuře existují dva druhy knih, dobré a špatné, tato je rozhodně provokujícím způsobem dobrá. Vesmír Adama Georgieva je natolik moderní se svými strachy a úzkostmi, že je třeba pochválit jeho realističnost. Je to odvážný román. Autorovi se daří dosáhnout onoho rytmu, který nacházíme u spisovatelů, jako jsou Gutiérrez nebo Beigbeder. Vědomé překračování estetických a morálních norem posiluje děj, činí román silnějším. Způsobuje čtenářskou spokojenost, přináší napětí v prolínání některých epizod. Dramatičnost a smutek, ne sladkobolnost. Správný vzorec. Toto je rozhodně úspěch v době, kdy je upřednostňována ležérní a ‚lehká‘ próza." 
V roce 2014 vyšla Planeta samých chlapců jako e-book v angličtině pod názvem Christ Is Dancing (podle jedné z kapitol). Jako blurb byla použita citace z recenze polského deníku Dziennik Gazeta Prawna (13. 8. 2010) "Jako by Almodóvar napsal My děti ze stanice ZOO".
V roce 2016 vyšla Planeta samých chlapců v Dánsku pod názvem Sanktvejtsdans (Tanec svatého Víta). Katrine Engelhardt Thomsen napsala v recenzi serveru Bogligt.dk: "Kniha jako žádná jiná. Georgiev má nad svým čtenářem čarodějnou literární moc." 
Na obálce českého a anglického vydání Planety samých chlapců je mužská postava rozepínající poklopec (autorem fotografie je Robert Vano), na obálce polského vydání je gloryhole (autorem je anglický výtvarník Saul Albert) a na obálce bulharského vydání je růžové syrové maso ve tvaru srdce na černém pekáči (autorem fotografie je bulharská designerka Asya Koleva).
Úryvky z Bulváru slunce jsou zařazeny v antologiích editorky Nely D. Astonové Kniha o čuráku (2009) a Kniha o mrdání (2009).
Georgiev se v pozdějších prózách posunul od svébytné generační výpovědi k dílům obsahově i stylisticky izolovaným. Jednak jsou to fiktivní dopisy Paula Verlaina Arthuru Rimbaudovi v knize Arthure, ty děvko umění (2010), k nimž napsala předmluvu režisérka Agnieszka Holland („Tak snadné je vystupovat do vyšších a ještě vyšších pater poznání. Čím výš a snáz se vystoupá, tím bolestnější je pád.“) a o nichž deník Právo napsal, že jsou „svědectvím vášně těla i literární tvorby“ (Právo, 12. 5. 2010, autor cg), a především temná kontroverzní novela o zlu ve jménu lásky Třepetavý zvuk ptačích křídel (2011) pojednávající o vztahu vojáka a mladého chlapce, kde Georgiev vylíčil mužskou frustraci a hříšnou nevinnost a také sledoval témata jako neonacismus či feminizace Evropy. To vše na velmi malé ploše; Georgievovy prózy se vůbec vyznačují střídmostí, a je proto někdy označován za literárního minimalistu (Host, 4/2011).
V cestě metafyzického básníka pokračoval sbírkou Hostie pekla (2008) a především básnickou skladbou Ve jménu (2011). V ní postavil proti sobě Milana Kunderu a Güntera Grasse a v rozhovoru pro deník Právo ze 6. srpna 2011 k tomu řekl: "Souhlasím se Seifertem, že spisovatelé mají být svědomím národa. Teď budu odvážný: proto mi vadí, že Milan Kundera nepřiznal svůj mladistvý čin, který mu nezazlívám. Zazlívám, že to nepřiznal. Jako Günter Grass, který napsal, že byl v mládí členem SS. Proto jsem je jako archetypy v nejnovější sbírce nazvané Ve jménu postavil proti sobě. Kdo jiný než spisovatel má říkat absolutní pravdu, a to především sám o sobě?" V rozhovoru Georgiev rovněž vyjadřuje rozhořčení nad faktem, že dosud neobdržel Ortenovu cenu. O sbírce Ve jménu napsal lektor Městské knihovny v Praze: "Vystupňovaná lyrická výpověď se tvarem podobá antickým obžalobám společnosti a obrazotvorností zakletým dekadentním představám. Prvotním cílem básnického sdělení originálního tvůrce je velebený smysl pro krásu, ač by ztvárňovala i krajní ošklivost. Esteticky propracované verše doprovází působivé ilustrace."
V roce 2011 byl zařazen do antologie Čeští básníci publikované americkým vydavatelstvím BOOKS LLC ve Washingtonu. Od roku 2012, kdy vyšla jeho poslední kniha Večeře u spisovatelky, již nepublikuje a je literárně nečinný. 

## Spory o Fenomén Georgiev

### Kritika
Už v r. 2008 se Jan Förster v recenzi "Planety samých chlapců" na gay portálu Colourplanet vyslovil o Georgievově díle s rozpaky a upozornil na - podle jeho mínění - přehnané PR: "Přirovnávat tvorbu tohoto stylem i věkem mladičkého autora ke Kunderovi, jako to dělá Kantůrková, mi přijde hazardní." Přehnanou sebeprezentaci vytkla Georgievovi v témže roce i Libuše Bělunková v časopise A2: "Autor neváhá otisknout ke své sbírce resumé (!) v pěti jazycích a citovat i z anotací svých knih v Městské knihovně. Bez propagace se prostě dnes nic neobejde." Značně zdrženlivě se ke Georgievově tvorbě vyjádřil v souhrnné studii Homosexualita jako reklama na literaturu aneb Fenomén Georgiev v časopise Souvislosti Martin C. Putna (Putna 2010), který Georgievovi vytýká zaštiťování se slavnými jmény ("víření jmen"), ambice převyšující literární nadání a utilitární využívání tématu homosexuality k sebeprezentaci. Podobně literární kritik z poznaňské univerzity Błażej Warkocki v recenzi na polské vydání "Planety samých chlapců" píše o "čtenářském rozčarování", vyplývajícím z přepjaté reklamy, prezentující Georgieva jako "geniálního prokletého básníka". Kdyby podle Warkockého byla "Planeta" prezentována jako "obyčejná gay próza - byla by mnohem zajímavější." Warkocki konstatuje, že Georgiev "pro nás plichtí specifickou básnickou prózu, která se ukazuje jako zarážející banalita, kýč vznešenosti a především - odhaluje intelektuální prázdnotu. Báseň v próze se musí umět psát, a pokud to někdo neumí, výsledkem je to, co vyšlo Georgievovi - plytkost a ještě jednou plytkost." (Warkocki 2011).

### Georgievova reakce na kritické hlasy
Georgiev reagoval na výpady vůči své osobě jako spisovatel – tedy literaturou a uměleckou provokací, v níž lze spatřovat i prvky výsměchu. Uměleckou provokaci, kterou lze chápat jako odpověď na kritiku PR a demonstrování úspěchu v podobě vysoce pozitivních hodnocení velikánů, může prezentovat citace z Bulváru slunce: „-Uděláme úspěšnou fotku, to v Čechách nemaj rádi, řekl fotograf.“ Nepochybně se zde jedná o Roberta Vana, jehož fotografie autora zdobí knihy trilogie a je nejznámější Georgievovou fotografií. Literárně a esteticky reagoval Georgiev především v básnické knize Ve jménu (2011): „Ve jménu sebe/rozhodují/komu dají slávu/komu dají zánik/komu smrt/komu smrt/komu smrt/jako bozi/jako bozi/jako bozi/jací bozi?“, „ano!/opájím se svou nesmrtelností“ nebo „A nevěční bojují proti věčným“. Putna vytýká Georgievovi patos, i na to odpověděl v knize Ve jménu zcela v souladu se Seifertem: „ve jménu paměti/ke komu náležíš://umění[nedostupný zdroj] bez patosu/není uměním“ nebo „některá z opic snad neví/proč baroko je největší?“ A také v rozhovoru s Mariuszem Szczygielem publikovaném v jeho knize Udělej si ráj: „Češi nemají rádi a nepřijímají nic, co je přerůstá.“ Putna vytýká Georgievovi publikování korespondence s Kantůrkovou jakožto sebeprezentační, zatímco recenzentka deníku Právo Tereza Radváková napsala, že „zakomponované útržky korespondence s Evou Kantůrkovou podporují existenciální dopad“. Putna vytýká Georgievovi, že nepředkládá skutečný a pravdivý obraz soudobé gay společnosti, která se „internacionalizovala a internetizovala“ (stejně tak Förster: „Ten člověka určitě zasvětí do fungování konkrétní společnosti, o které však mohu s jistotou tvrdit, že je velmi nereprezentativní.“), zatímco polská recenzentka Anna Wiatr napsala: „Pokud chodíte do gay klubů, budete překvapeni, jak trefně Adam Georgiev zachytil atmosféru v nich panující.“ a Mariusz Szczygiel v Gazetě Wyborcze napsal, že Georgiev homosexuály „obnažil“. Tím se spor o Fenomén Georgiev, tvářící se jako spor literární a umělecký, přesouvá do roviny sociální a do boje za obraz gay společnosti. Na to Georgiev reagoval v roce 2011 na Filmovém festivalu inakosti, když řekl, že „emancipace gayů nespočívá v tom, že budeme ukazovat, jak jsme stejně dobří nebo dokonce lepší než heterosexuálové, ale v tom, že máme právo na svá traumata i na svoje chyby a můžeme o nich psát knihy a točit filmy.“ Georgiev také během autorského čtení na bratislavském festivalu řekl, že řeči o jeho využívání homosexuality k prezentaci jsou výsledkem „homosexuální řevnivosti“ (Förster, Putna i Warkocki jsou gayové) a že je to jako tvrdit, že „Arnošt Lustig využil k literární sebeprezentaci a PR holocaust“.
Od roku 2013 lze pozorovat v Georgievově přístupu změnu, otevřeně reaguje a brání se. Svědčí o tom například otevřený dopis šéfredaktorovi časopisu Host (viz kapitola Večeře u spisovatelky) nebo rozhovor pro server vaseliteratura.cz (S Adamem Georgievem o kritice, sebevědomí a provokaci, 12. 6. 2013). V něm mimo jiné Georgiev říká: „Já jsem velmi rád, že mám zkušenost s Polskem. Jinak bych si snad myslel, že ta česká atmosféra je normální. A možná bych i začal věřit, že jsem literární nýmand. Oni o věcech jinak přemýšlejí. Ale dokonce i v Bulharsku, které je dost homofobní, srovnávali můj rytmus s Beigbederem nebo Gutiérrezem (které jsem mimochodem nečetl). V českém časopise, literárním!, napsali před pěti lety, že bych se měl v zájmu svém i čtenářů věnovat něčemu jinému než literatuře. Až teď vyjde v Polsku má nová kniha, chci to tam přidat k lepšímu. Uvědomujete si, čemu jsem musel (a musím stále) čelit? Je to kunderovská zkušenost, v tom Kunderu beru. Nebýt právě toho sebevědomí, které je nutnou součástí talentu, už by mě Češi dávno zašlapali do země.“ Georgiev se také v rozhovoru poprvé vyjádřil k Putnově studii: „Třeba Putnovi klidně přiznám, že má cesta od roku 2007 je satisfakční. A že Eva Kantůrková byla 'znovu a znovu nejvyšší potvrzovatelkou mého talentu'. A proč by nebyla? V zemi, kde každý výrazný talent a osobnost musí být ušlapány. Dokonce i to, že jsem se 'zaštítil slavnými jmény'. Já jsem se zaštítil v prvé řadě profesně vynikajícími osobnostmi. Nezapomeňte, že jsem měl zkušenost s českou hloupostí a ignorantstvím už od sedmnácti let. (…) Ale to ostatní v jeho studii jsou jen literárně a sociologicky nekompetentní vývody a dokonce spekulace a polopravdy, předem ví, co chce dokázat, podle toho vybírá citace a zamlčuje souvislosti, zkrátka napíše jen to, co se mu hodí, a to ještě ohne. Tak vědec nemůže postupovat, nemůže své subjektivní názory prezentovat jako objektivní vědecká fakta v publikaci vydané Academií. A proto, čistě z odborného hlediska, souhlasím s prezidentem, že nemá být profesorem.“

### Shrnutí
Bipolárnost reakcí na Georgievovu tvorbu shrnul v recenzi Kotvy věčnosti Alexej Mikulášek (Obrys-Kmen, 25. 11. 2011): "Tvorbu Adama Georgieva sleduji už několik let a jen slepý by si za tu dobu nepovšiml, že vzbuzuje extrémně protichůdné reakce, její autor je podezírán z exhibicionismu, zištně reklamních záměrů nebo z potřeby ukájet své libido. Jinými spisovateli a kritiky je naopak hodnocena velmi vysoko, z důvodů literárních i mimoliterárních."

## Večeře u spisovatelky
V listopadu 2012 vydal Georgiev knihu Večeře u spisovatelky. Jedná se o "sociálně-kritickou prózu odvíjející se na pozadí vztahu dvou literátů, mladého spisovatele a zralé spisovatelky. Vztahu silného a metafyzického, který se však postupně začíná propadat do hlubin nejen osobního a profesního rozkolu, ale také generačního sporu. Ona je vězněnou disidentkou a významnou představitelkou roku 1989, on je autorem etablujícím se až dlouho po něm. Tam, kde ona je loajální k novému režimu, neboť stála u jeho zrodu, on říká v rozhovoru pro zahraniční deník "Dal bych přednost cenzuře před diktátem trhu". Z oboustranného citu se stane zápas, zápas o bytostnou historickou identitu, o cenu vlastního utrpení každého z nich. Relativitu svobody a vhodnosti uměleckého prostoru. V ostré konfrontaci předlistopadové a polistopadové zkušenosti si nasazují smyčku. To, co ona vytvořila, jeho zabíjí." V knize se uvádí, že všechny postavy a děje jsou smyšlené. Hrdinka je v textu nazývána "spisovatelka", "K.", "Eva" a v závěrečném dopise "Vína", resp. "Vina". V knize se objevují jména jako Havel, Kundera, Kohout, Vaculík, Fuks, Gott, Hutka, Chuchma, Kraus, Viewegh, Hůlová, Trefulka, Křivánek, Dostál, Žáček, Fibingerová i Hollandová. V knize spisovatel požádá spisovatelku o ruku, ta však ze společenských důvodů odmítne ("Vy jste exkluzivní člověk a nutíte ke stejné exkluzivitě druhého člověka.", str. 140). Jak informovala ČTK, knihu měla 24. 11. 2012 v Praze pokřtít Agnieszka Holland, ale nestalo se tak: "Polská filmařka Agnieszka Hollandová měla být dnes v Praze kmotrou knihy Adama Georgieva Večeře u spisovatelky, ale nestalo se tak. Její autor, dvaatřicetiletý český básník a prozaik, uvedl, že od původního slibu odstoupila. "Upozorňoval jsem ji, že má kniha je kontroverzní, a že se na ni nebudu zlobit, pokud své kmotrovství odmítne. Například z důvodu svého nesouhlasu s některými pasážemi," vysvětlil Georgiev. (...) "Knížku jsem jí poslal a na dotaz, zda ji četla, odpověděla, že asi půlku; je zajímavá a víc prý nestihla. Před pár dny mi napsala, že knížku v letadle dočetla, ale pokřtít ji nemůže, protože se dotýká citlivých témat a popisuje české peklo. S ním nechce být spojena, protože do něj nepatří," řekl Georgiev a dodal, že z jejího pohledu rozhodnutí chápe." ČTK také informovala, že "v Polsku je Georgiev více oceňovaný než u nás". Informaci převzal například server Ihned.cz nebo server Literárních novin literarky.cz. Georgiev knihou potvrdil svou levicovou orientaci, kterou naznačil na svém facebookovém profilu, kde v angličtině napsal: "Jsem velmi hrdý, že jsem autorem vydavatelství Krytyka Polityczna, centra polské levicové inteligence (I am so proud that I am author of publishing house Krytyka Polityczna, centre of Polish left-wing Intelligence)". Polská Krytyka Polityczna ho opravdu na svém webu uvádí mezi svými autory a píše, že patří k "nejdůležitějším českým autorům nové generace".

### Ohlasy a recenze
Na Večeři u spisovatelky reagoval v Haló novinách (13. 3. 2013) spisovatel František Uher (nar. 1936), označil ji za „lehce ošidnou“ a vyjádřil souhlas s hlavní tezí, kterou mladý spisovatel říká v rozhovoru pro zahraniční deník („Dal bych přednost cenzuře před diktátem trhu.“): „Nelze nesouhlasit. Cenzura se totiž dala obejít, obelstít. Diktát trhu je nesmlouvavě likvidační.“
V literárním časopise Host vyšla v čísle 4/2013 recenze Jana Suka s názvem PR v českém pekle, která se zabývá mediálními okolnostmi, přiznává Georgievovi určité literární schopnosti, ale také vytýká narcismus a exhibicionismus: „Autorovi lze přiznat jistou formulační obratnost a schopnost napsat čtivý text, která bohužel nepřehluší zjevný exhibicionismus a narcismus, zkrátka zalíbení v sobě samém jako v odtažitém literárním páriovi…“ Recenzent, který otevřeně pracuje s faktem, že spisovatelkou je Eva Kantůrková, vyjadřuje nedůvěru k některým událostem („Věřme, nevěřme, ale spíš nemějme důvěru tam, kde si to spád věcí a událostí nezaslouží.“) a naopak důvěru k vylíčení generačních rozdílů („O stupeň důvěryhodnější je Georgievův popis rozdílnosti povah v naprosto odlišných věkových společenstvích…“). Zároveň vyslovil otázku, „do jaké míry bylo autorovo citové vzplanutí pouze pokusem dostat se do blízkosti slavné spisovatelky a tu a tam se přiživit na její umělecké i lidské zkušenosti, toleranci a dobré pověsti“. Proti tomu se Georgiev ostře ohradil v otevřeném dopise šéfredaktorovi časopisu (24. 4. 2013), který uveřejnil Portál české literatury. V dopise, který nazval citací spisovatelčiných slov z knihy „Ten ne, sám není tak velký autor, aby velikost poznal“, vytýká recenzi „bulvarizaci knihy“, píše, že „bulvárnost je vlastní českému pseudointelektuálnímu prostředí“, ohrazuje se proti lživým spekulacím a špinění „výjimečného vztahu, který přes podobné výpady nevěčných současníků vstoupí do literární historie“, proti mediálnímu mýtu o sobě samém. Napsal, že v knize je „vše pravdou“, a dokonce recenzentovi poděkoval za jednu hvězdičku, protože dvě nebo tři by nechtěl. „Vždy jsem byl a budu autorem, který dostává jednu nebo pět hvězdiček. Nic mezi tím,“ dodal.
V recenzi Nápory a ozvěny věčnosti (Haló noviny, 2. 5. 2013) Alexej Mikulášek o Georgievovi napsal, že "jest vycházející, resp. na obloze současné české literatury už planoucí 'hvězda', ale přece jen oceňovaná více v zahraničí než u nás". Popisovaný vztah interpretoval jako "subtilní vztah dvou vyhraněných literárních subjektů, v nichž můžeme spatřovat jakási 'nadjá' autora a české spisovatelky Evy Kantůrkové (subjektů ovšem přímo nepojmenovaných, jen naznačovaných četnými narážkami)" a dále o něm píše, že "jsme svědky vztahu založeného na niterné důvěře, na empatii, na úplné otevřenosti". Rozkol i rizika jeho uměleckého zpracování vysvětluje takto: "Rozpor mezi tím, co obě postavy, zvláště pak 'Eva', cítí a co jsou ochotny vyslovit na veřejnosti, je čím dále tím výraznější a přispívá k jejich 'rozchodu'. Ten je spojen s vyšším uvědoměním Adamova 'nadjá', jež se může jevit jako sobecké, necitelné, nevděčné, ale jež je současně nutné, věrné subjektu umění."
V Salonu, literární příloze deníku Právo, vyšel 30. května 2013 článek Terezy Šimůnkové Literární samožerství, v němž vytýká knize, že není sociálněkritická, jak uvádí její anotace: „Georgievova kniha nevypráví ani tak o bizarním milostném vztahu a už vůbec není sociálněkritická, ale od první do poslední stránky popisuje boj frustrovaného outsidera o uznání.“ Autorka také kritizuje to, že u hesla Adam Georgiev na Wikipedii jsou „nadšené, často zahraniční, ohlasy dokládající, že jsme v Česku zase neobjevili jeden talent“.
Literární server vaseliteratura.cz uveřejnil 12. 6. 2013 recenzi Jiřího Lojína Text jako diagnóza. Autor v ní píše: „Próza Adama Georgieva obsahuje mnoho rysů poezie. Symboly, náznaky, z relativně krátkého textu a z mála informací je čtenář schopen rekonstruovat rozsáhlý příběh, do něhož vkládá mnoho z vlastního života. V textu číhá několik pastí v podobě vymezení se autora vůči některým osobnostem a jevům současné společnosti. Kdo se do nich chytí, ztrácí schopnost proniknout hlouběji.“ Jako jeden z mála si také všímá formální stránky knihy: „Čtenář se nesmí napoprvé nechat zmýlit přeskoky z jednoho času do druhého. Autor ovšem pravidla temporálního tance zveřejňuje, kapitoly jsou číslovány jako obrazy, nikoliv postupně – po obrazu 88 následuje obraz 21 a podobně. Pokud by si čtenář přál, může v knize listovat, vyhledávat posloupnost děje a číst tak trochu jinou knihu, než napsal autor.“
Městská knihovna v Praze označila knihu za psychologický román: "Psychologický román o nerovném milostném vztahu je zároveň ostrou konfrontací totalitní a polistopadové zkušenosti české společnosti."

### „Dal bych přednost cenzuře před diktátem trhu.“
Tuto exponovanou větu, kterou lze považovat za hlavní kulturně-politickou tezi knihy a kterou Alexej Mikulášek nazval v recenzi Haló novin „kacířskou“, Georgiev skutečně vyslovil v rozhovoru pro bulharský deník Standart (16. 7. 2011).

### Srovnávání s Tajnou knihou Ireny Obermannové
V recenzi časopisu Host (4/2013) napsal Jan Suk: „Umět se dobře mediálně prezentovat automaticky neznamená být strůjcem velkého díla. K němu má tento ošidný a někdy i trapně vyznívající milostný dialog, srovnatelný například s obdobně konstruovanými výlevy Ireny Obermannové o lásce ‚k největšímu Čechovi‘, daleko.“
Oproti tomu Jiří Lojín napsal v recenzi Text jako diagnóza: „V určitém smyslu je Večeře u spisovatelky podobná dílku Ireny Obermanové Tajná kniha – nechť se Adam Georgiev neurazí. Rozdíly, které způsobily, že Večeře u spisovatelky je dobrá a Tajná kniha balancuje na samé hraně trapnosti, jsou téměř učebnicové. (…) Po stránce obsahové nechci oba texty srovnávat, jde o poněkud jinou ligu.“